# Дипломатска револуција
Дипломатска револуција (1756) је био преокрет дугогодишњих савеза у Европи до кога је дошло између Рата за аустријско наслеђе и Седмогодишњег рата.

## Историја
Брзе промене у равнотежи снага наступају након Рата за аустријско наслеђе. Ахенски мир показао је сву слабост руске војске и јачину пруске. Аустријски канцелар Кауниц један је од најспособнијих дипломата свога времена. Аустрија мења спољну политику и приближава се Француској. Фридрих II се приближава Енглеској, иако Џорџ II страхује за своје хановерске поседе. Односи Енглеске и Француске заоштравају се око поседа у Северној Америци, што кулминира 1756. године када долази до дипломатске револуције. Пруска и Енглеска потписују Вестминстерски споразум којим искључују Немачку из англо-француских сукоба и поништавају енглеско-руски споразум из 1755. године. На то, Француска и Аустрија закључују одбрамбени савез; Аустрија се обавезала да се не уплиће у англо-француски сукоб, а Француска да не напада аустријске низоземске поседе. Овом тзв. Версајском савезу прилази и Русија у замену за новчану супсидију. Последице другог Версајског споразума из 1757. године су далекосежније. Француска улази у рат против Пруске ради одбране Аустрије. Споразумом се одриче савезништва са Турском, Пољске и Шведске. Споразум је велика грешка Луја XV. Француска је увучена у рат за Шлезију без неке потребе, а њен пораз у Седмогодишњем рату означио је крај француске превласти у европској политици. У подели Пољске она је само посматрач. Последице револуције су разноврсне. Италија више није центар сукоба Француске и Аустрије. Расту снага, утицај и моћ Аустрије, Русије и Пруске. Пољска и Турска постају центри пажње.